# Theo Kitt
Theo Kitt (14 ottobre 1912 – ...) è stato un bobbista tedesco.

## Biografia
Ai campionati mondiali vinse due medaglie di bronzo:
- nel 1953, medaglia di bronzo bob a due con Lorenz Nieberl;[1]
- nel 1954, medaglia di bronzo bob a quattro con Lorenz Nieberl, Josef Grün e Klaus Koppenberger.[2]

Partecipò inoltre ai VI Giochi olimpici invernali (edizione disputatasi nel 1952 a Oslo, Norvegia ) senza grandi risultati.